# Comedy Central (Belgique)
Comedy Central Vlaanderen est une chaîne de télévision thématique commerciale privée de la Communauté flamande de Belgique, appartenant au groupe Viacom International Media Networks Europe. Il s'agit de la déclinaison flamande de Comedy Central. Elle diffuse principalement des comédies, des séries (animées) humoristiques et des émissions de stand-up.

## Histoire de la chaîne
La diffusion de Comedy Central en Flandre commence le 20 janvier 2014. Il s'agit alors d'une fenêtre quotidienne de deux heures, de 22h à 24h, sur le canal de TMF. À partir du 1er novembre 2015, Viacom met fin à la chaîne TMF, et Comedy Central reprend son canal 24h/24,.

## Programmes
En Flandre, la programmation de Comedy Central est limitée. La chaîne diffuse peu de programmes, et les rediffuse en boucle. Ceci s'explique par une question de droits : en effet, les droits de diffusion de nombreux programmes produits par la chaîne originale ont été acquis par d'autres chaînes flamandes, ce qui empêche Comedy Central Vlaanderen de les diffuser elle-même.
La chaîne diffuse notamment les programmes suivants :
- Bob's Burgers
- Broad City
- Brotherhood
- Drunk History
- Roast
- Family Guy
- Fat For Fun
- I Live With Models
- Inside Amy Schumer
- Key & Peele
- Popoz
- Review
- Sarah Silverman
- South Park
- Stand-upcomedy
- The Daily Show
- Tosh.0
- Trip Tank
- Workaholics

## Organisation

### Capital
MTV Vlaanderen appartient à 100 % au groupe Viacom International Media Networks Europe.

## Diffusion
Comedy Central Vlaanderen est disponible sur les plateformes de Telenet, Orange TV et Proximus TV. Depuis le 1er février 2017, la chaîne est diffusée en haute définition sur Telenet.